# David Maria Turoldo
David Maria Turoldo (né Giuseppe Turoldo, le 22 novembre 1916 à Coderno, dans la province d'Udine, dans la région du Frioul-Vénétie Julienne et mort le 6 février 1992 à Milan) est un poète et un religieux italien de l'Ordre des Servites de Marie.
Il est considéré par certains comme l’un des plus grands écrivains italiens du XXe siècle. Il est persécuté par la hiérarchie de l’Église catholique à cause de ses idées, jusqu’à l’élection du pape Jean XXIII. Œuvre poétique considérable, nombreuses traductions tirées de la Bible, composition d'Hymnes (une centaine) destinés à la liturgie catholique. Il écrit aussi en 1963 le scénario d’un film néo-réaliste Gli ultimi. Il est sûrement l’un des plus importants poètes et intellectuels de la deuxième moitié du siècle passé et l’un des plus importants théologiens italiens.

## Biographie
Le Père Turoldo naît dans une famille très religieuse de Coderno, à Sedegliano dans le nord-est de l'Italie : il reçoit le prénom de Joseph à son baptême. À 13 ans il entre au couvent Sainte Marie al Cengio de Isola Vicentina, siège de la formation des Servites de Triventino, et le 2 août 1935 il y fait sa profession de foi sous le nom de Frère David Maria.
Il commence des études de théologie et de philosophie à Venise dans l'intention de devenir prêtre. Le 18 août 1940, il est ordonné prêtre au sanctuaire de la Madone de Mont Berico à Vicence.
En 1940, il entre au Couvent Sainte Marie des Servites de San Carlo al Corso de Milan, sur l'invitation du cardinal Ildefonso Schuster, et il commence à prêcher le dimanche à la cathédrale (Duomo), activité qu'il poursuivra pendant plusieurs décennies. Il complète sa formation philosophique à l'Université catholique de Milan, en soutenant le 11 novembre 1946 un mémoire intitulé La fatica della ragione - Contributo per un'ontologia dell'uomo sous la direction du Professeur Gustavo Bontadini, qui, avec Carlo Bo, lui proposeront l'un, le poste d'assistant universitaire en philosophie théorique à Milan, le second en Littérature à l'Université d'Urbin.
Gardien de solitude (Io non ho mani), publié en 1948, et Bienheureux les morts (Udii una voce), publié en 1952, sont ses deux premiers recueils. Ils résonnent encore de la société de l'après-guerre et donnent, en ce début du XXIe siècle, sur l'état du monde et de la condition humaine, « une vision criante de vérité ».

## Citation
« Cela, je disais, peut aussi signifier que l’innocence revienne à qui guide le monde : « l’innocence au pouvoir ! » Et c’est beaucoup plus de ce qu’on criait autrefois « l’imagination au pouvoir ! » C’est un peu comme dire finalement : que ces politiques se renouvellent ! Alors il y aura enfin la paix. »

## Œuvres

### Œuvres en italien
- Canti ultimi. - Milano, Garzanti, 1992.
- Anche Dio è infelice - Piemme, 1991
- O sensi miei… : (Poesie 1948-1988) - (note introduttive di Andrea Zanzotto e Luciano Erba) Milano, Rizzoli, 1990.
- Alla porta del bene e del male. - Milano, A. Mondadori, 1978.
- Siate nella gioia, Milano, Corsia dei Servi, 1968
- Diario dell'anima. - (prefazione di Gianfranco Ravasi) Cinisello Balsamo, San Paolo, 2003.
- Il dramma è Dio: il divino la fede la poesia. - Milano, Biblioteca Universale Rizzoli, 2002.
- Dialogo tra cielo e terra. - (a cura di Elena Gandolfi Negrini) Casale Monferrato, Piemme, 2000.
- Ultime poesie: canti ultimi - Mie notti con Qohelet. - Garzanti, 1999.
- Oltre la foresta delle fedi (a cura di Elena Gandolfi) - Casale Monferrato, Piemme, 1996.

### Œuvres traduites en français
- David Maria Turoldo, Pétrir la pierre, trad. de François-Noël Deman. - Méolans-Revel : Éd. grégoriennes, 2004[3]

## Sources
- (it) Cet article est partiellement ou en totalité issu de l’article de Wikipédia en italien intitulé « David Maria Turoldo » (voir la liste des auteurs).